# Andrejs Rastorgujevs
Andrejs Rastorgujevs, född 27 maj 1988 i Alūksne, är en lettisk skidskytt. Han debuterade i världscupen i skidskytte år 2009.
Rastorgujevs har deltagit i ett olympiskt spel, olympiska vinterspelen 2010 i Vancouver. Där slutade han som bäst på en 50:e plats i sprinten. Hans hittills bästa resultat i världscupen är en andraplats som han tog i distansloppet i Holmenkollen, säsongen 2016/2017.Det är även hans enda pallplats.